# أندواليم نيغوسي
أندواليم نيغوسي (بالإنجليزية: Andualem Negusse)‏ (مواليد 15 يونيو 1985 في إثيوبيا) لاعب كرة قدم إثيوبي دولي يجيد اللعب في خط الوسط . يلعب لصالح نادي سانت جورج الإثيوبي منذ 2004 .

## وصلات خارجية
- أندواليم نيغوسي على موقع ناشيونال فوتبول تيمز (الإنجليزية)